# Xystrota fasciata
Xystrota fasciata là một loài bướm đêm trong họ Geometridae.